# Баринов Дмитро Миколайович
Дмитро Миколайович Баринов (рос. Дми́трий Никола́евич Ба́ринов, нар. 11 вересня 1996) — російський футболіст, півзахисник клубу «Локомотив» (Москва) та національної збірної Росії.

## Клубна кар'єра
Народився 11 вересня 1996 року у селі Огуднево біля Москви. Вихованець підмосковного футболу. Починав займатися в місцевій огудневській фізкультурно-спортивній школі «Селена», потім у школах щолковського «Спартака» і фрязінського «Олімпу». Після цього перебрався в училище олімпійського резерву «Майстер-Сатурн», що знаходиться в Єгор'євську. Там займався під керівництвом Сергія Кіщенка. Виступав за юнацьку команду «Сатурна».

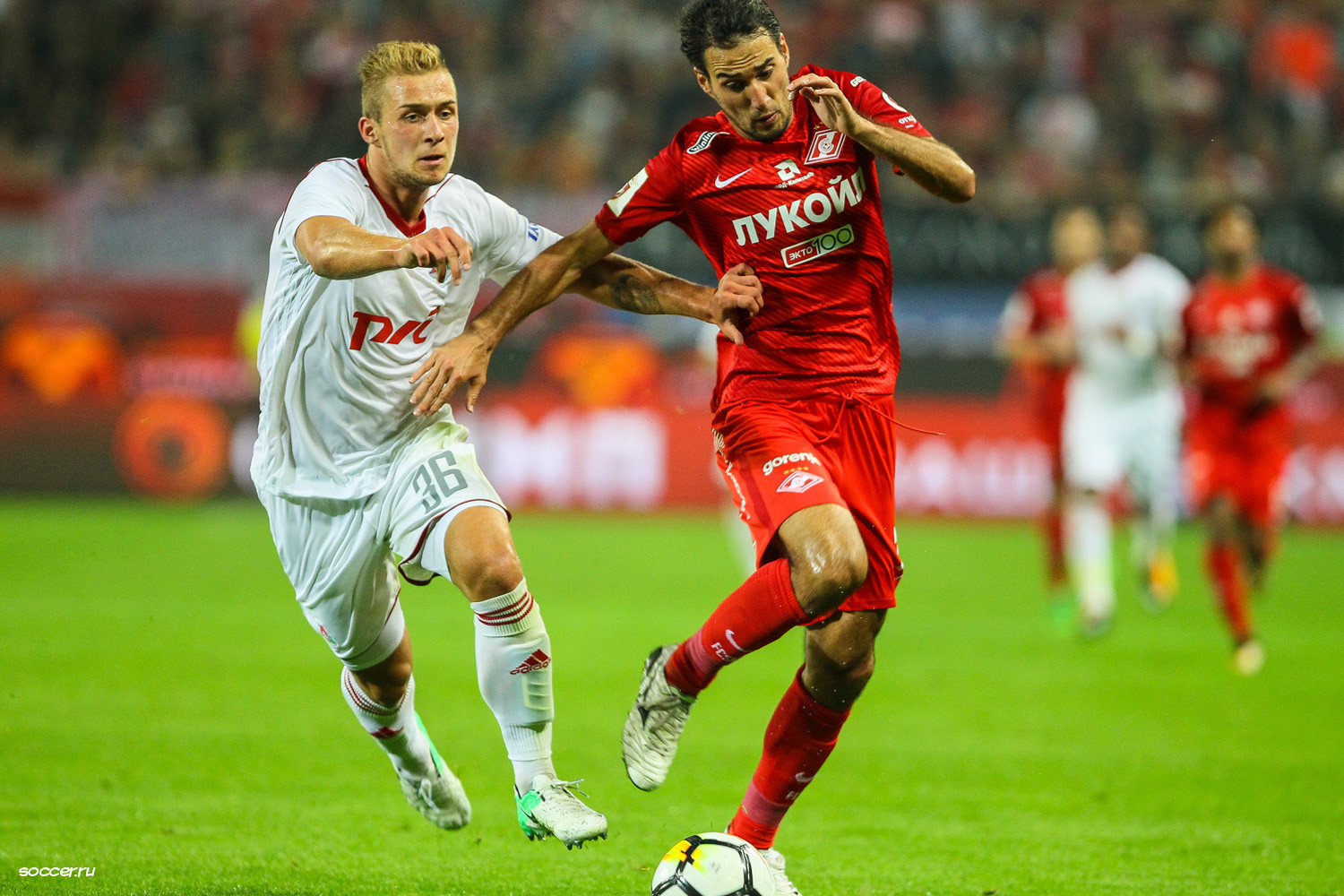
Дмитро Баринов (ліворуч) в матчі за Суперкубок Росії-2017.

Провівши в раменському клубі два з половиною роки, 2012 року Баринов перейшов до Академії московського «Локомотива», де потрапив до команди 1996-го року народження, яку тренував Микола Ульянов. З початку 2013 року Сергій Полстянов почав залучати юного півзахисника до тренувань молодіжного складу «залізничників». 19 квітня Баринов дебютував у молодіжній першості, на 74-й хвилині гостьового матчу з «Кубанню» (1:1) вийшов на поле замість Микити Саламатова.
16 травня 2015 року він дебютував за першу команду «Локомотива» у матчі проти казанського «Рубіну» (3:0) в російській Прем'єр-лізі. У сезоні 2016/17 він виграв з командою Кубок Росії, а наступного року і чемпіонат Росії.
22 травня 2019 року в фінальній грі Кубка Росії проти «Уралу» (1:0) Дмитро Баринов, який став автором єдиного гола і приніс своїй команді трофей, був визнаний найкращим гравцем матчу. 9 липня 2019 року Баринов продовжив контракт із «залізничниками» на чотири роки. 18 вересня 2019 року забив свій дебютний гол за «Локомотив» у єврокубках, відзначившись у ворота німецького «Баєра 04» (2:1), в рамках групового етапу Ліги чемпіонів 2019/20.

## Виступи за збірні
2013 року дебютував у складі юнацької збірної Росії (U-17), складеної з гравців 1996-го року, у товариських матчах. У п'яти проведених поєдинках зумів відзначитися один раз. В офіційних зустрічах під егідою УЄФА вперше зіграв на стадії елітного відбіркового раунду на Євро-2013. Першу гру зі словенцями провів з першої до останньої хвилини. І саме забитий ним на 37-й хвилині м'яч, після якого рахунок став 2:1, приніс першу перемогу збірній. У наступних матчах Росія обіграла збірну Англії і поступилася Португалії. В обох поєдинках Дмитро провів по 69 хвилин, обидва рази поступаючись місцем на полі Олександру Головіну. Незважаючи на поразку в останній грі, збірна Росії кваліфікувалась на юнацький чемпіонат Європи в Словаччині. У фінальному турнірі Баринов взяв участь у всіх іграх, крім однієї. Він не зіграв у стартовій грі проти збірної України. Півфінальна зустріч зі збірною Швеції завершилася нульовою нічиєю. У серії післяматчевих пенальті, яка завершилася з рахунком 10:9 на користь росіян, Баринов свій удар реалізував. Фінальна зустріч з Італією також завершилася «сухою» нічиєю, а в серії пенальті російська збірна здобула гору 5:4 і стала чемпіоном Європи.

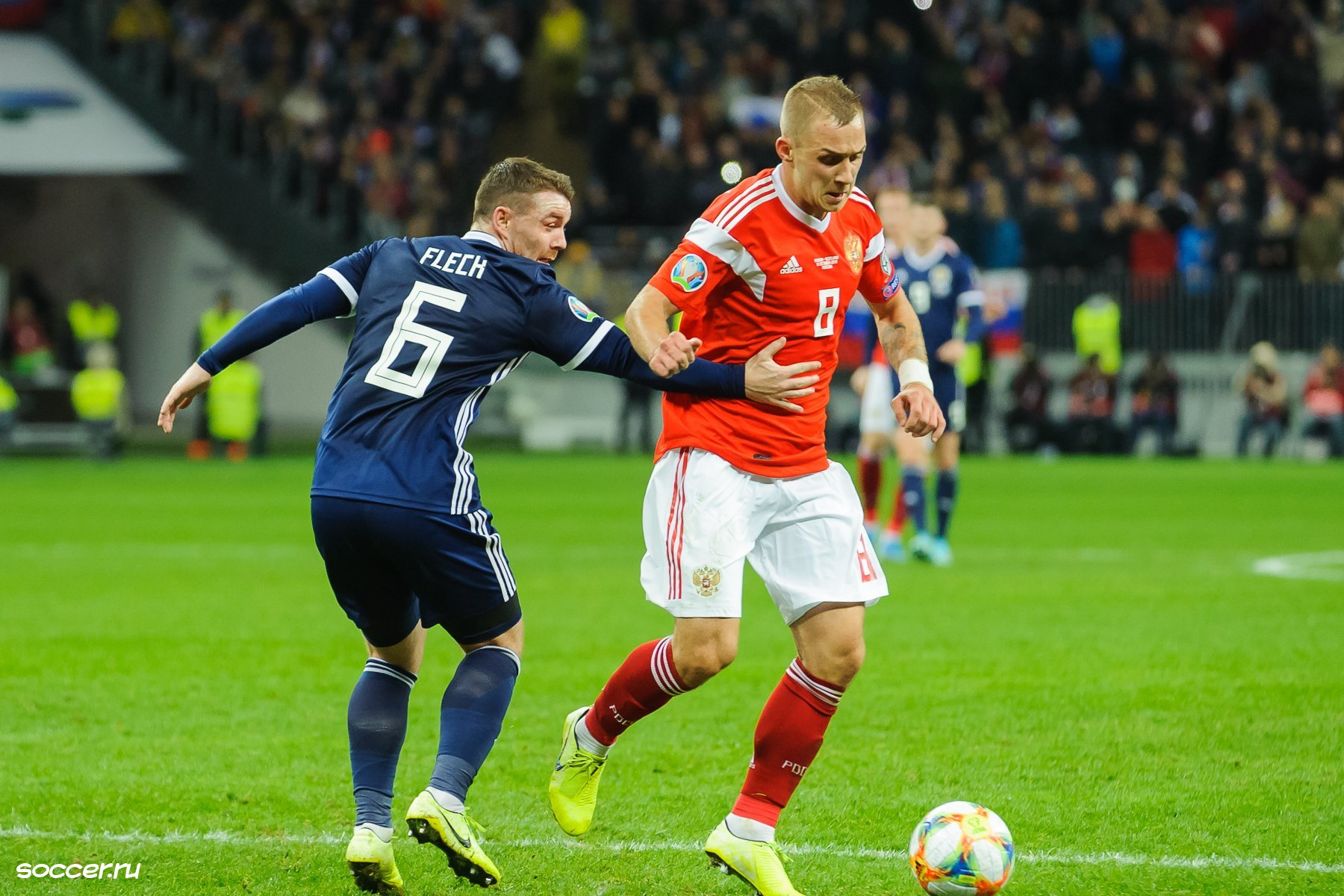
Дмитро Баринов (праворуч) у складі збірної Росії. 2019 рік.

Пізніше він представляв юнацьку збірну Росії до 19 років на юнацькому чемпіонаті Європи 2015 року в Греції, де Росія посіла друге місце, а Баринов забив один гол у матчі групового етапу проти Іспанії (3:1). Загалом на юнацькому рівні взяв участь у 22 іграх, відзначившись 2 забитими голами.
Протягом 2015–2017 років залучався до складу молодіжної збірної Росії. На молодіжному рівні зіграв у 14 офіційних матчах, забив 2 голи.
8 червня 2019 року дебютував в офіційних матчах у складі національної збірної Росії, вийшовши на 73-й хвилині на заміну замість Романа Зобніна у матчі відбору до чемпіонату Європи 2020 року зі збірної Сан-Марино (9:0). 11 жовтня 2019 року вперше вийшов у стартовому складі збірної в матчі відбору Євро-2020 з Шотландією, матч закінчився перемогою росіян з рахунком 4:0.
| Дата       | Місто           | Господарі | Результат | Гості      | Турнір            | Голи | Примітки |
| ---------- | --------------- | --------- | --------- | ---------- | ----------------- | ---- | -------- |
| 8-6-2019   | Саранськ        | Росія     | 9 – 0     | Сан-Марино | Відбір до ЧЄ 2020 | -    | 73'      |
| 11-6-2019  | Нижній Новгород | Росія     | 1 – 0     | Кіпр       | Відбір до ЧЄ 2020 | -    | 78'      |
| 6-9-2019   | Глазго          | Шотландія | 1 – 2     | Росія      | Відбір до ЧЄ 2020 | -    | 66' 70'  |
| 10-10-2019 | Москва          | Росія     | 4 – 0     | Шотландія  | Відбір до ЧЄ 2020 | -    |          |
| Усього     |                 | Матчів    | 4         |            | Голів             | 0    |          |

## Титули і досягнення
- Чемпіон Росії (1):

«Локомотив» (Москва): 2017–18
- Володар Кубка Росії (4):

«Локомотив» (Москва): 2014–15, 2016–17, 2018–19, 2020–21
- Володар Суперкубка Росії (1):

«Локомотив» (Москва): 2019
Збірні
- Чемпіон Європи (U-17): 2013